# Heringina guttata
Heringina guttata är en tvåvingeart som först beskrevs av Fallen 1814.  Heringina guttata ingår i släktet Heringina och familjen borrflugor. Enligt den finländska rödlistan är arten nationellt utdöd i Finland. Arten är reproducerande i Sverige. Artens livsmiljö är torra gräsmarker. Inga underarter finns listade i Catalogue of Life.